# المدارس الداخلية في أوروبا

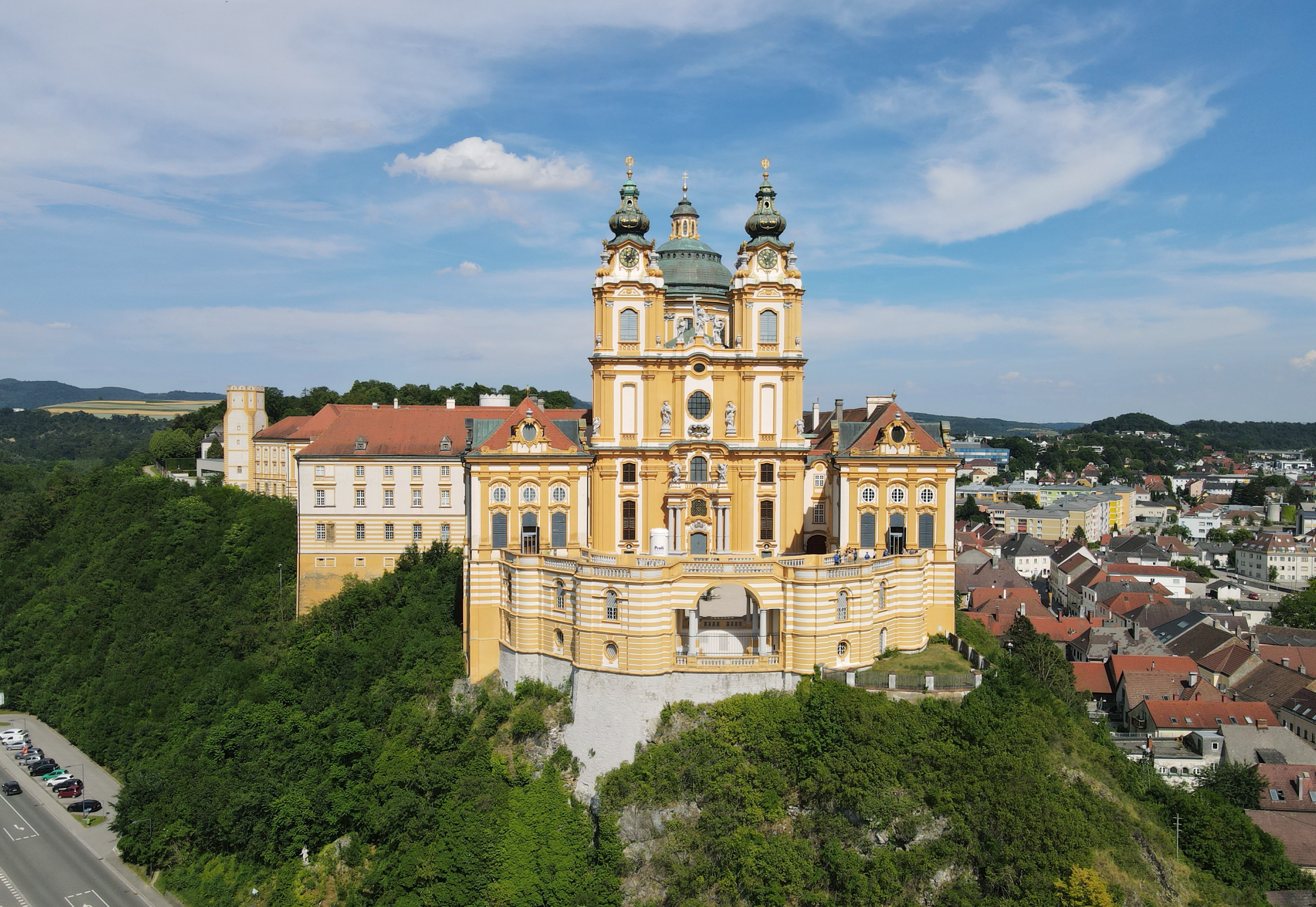
Stiftsgymnasium Melk ، أقدم مدرسة تعمل باستمرار في النمسا

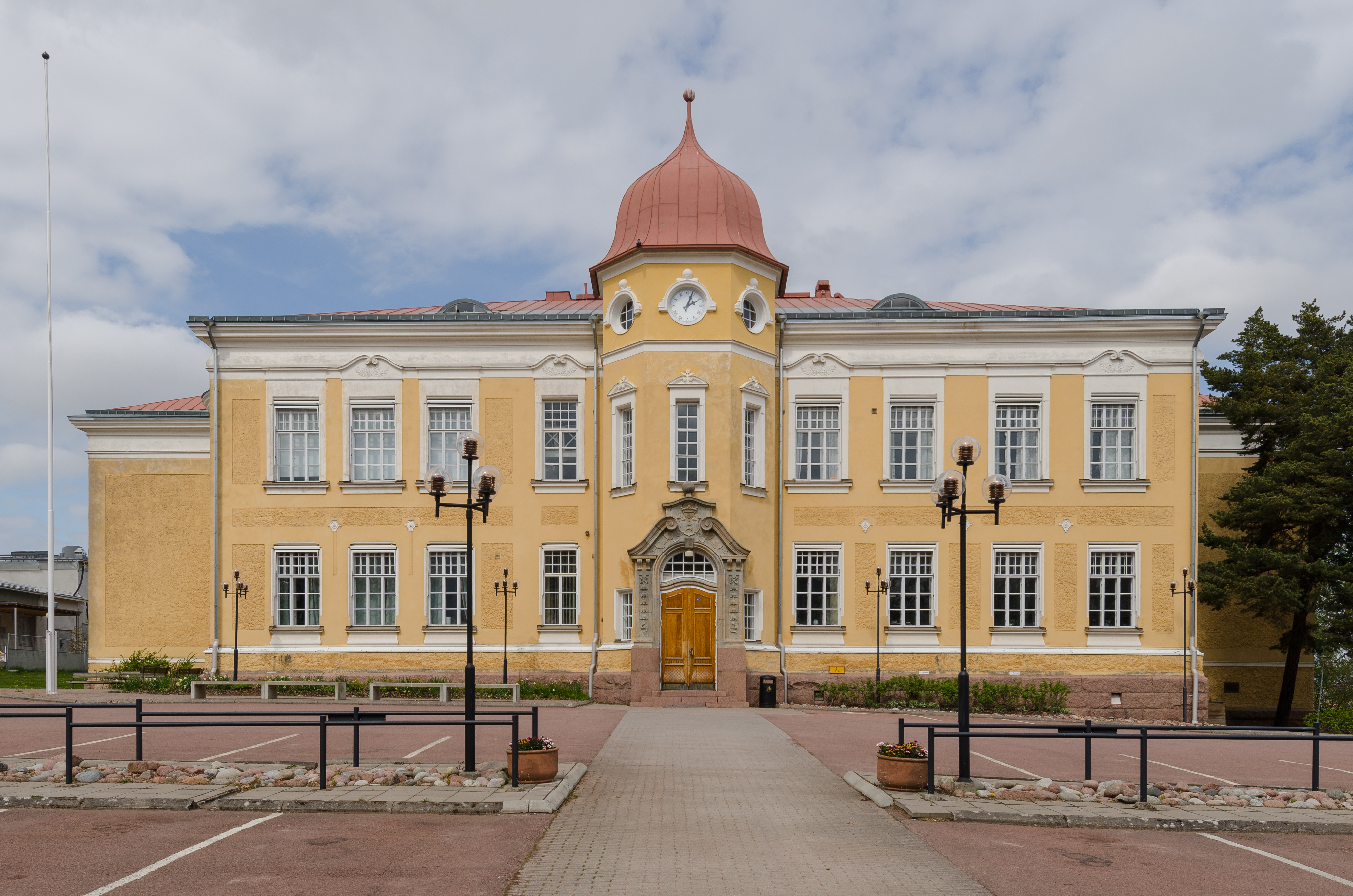
أولاندز ليسيوم ، مدرسه داخليه في ماريهامن ، فنلندا

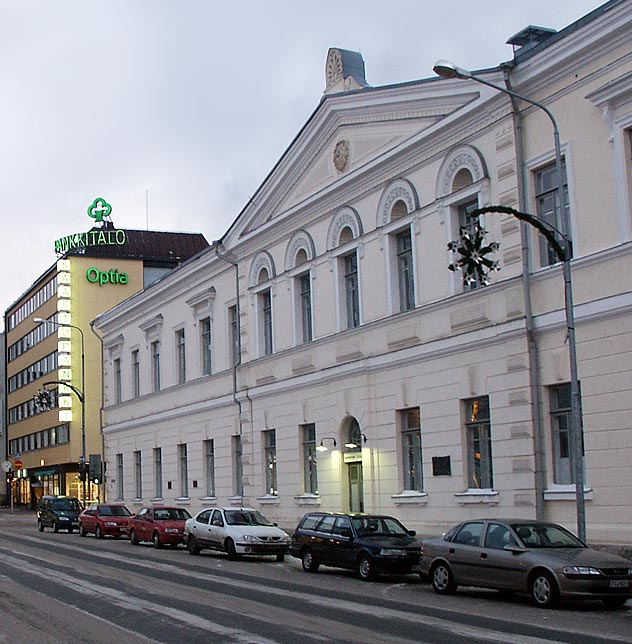
Kuopio Lyceum (Kuopion Lyseo) ، مدرسة ثانوية في Kuopio ، فنلندا

المدارس الداخلية في أوروبا أو جيمنازيوم هو مصطلح بلغات أوروبية مختلفة لمدرسة ثانوية تُعد الطلاب للتعليم العالي في الجامعات. وهي قابلة للمقارنة بمصطلح اللغة الإنجليزية البريطانية مدرسة النحو وكلية المستوى السادس ، والمدرسة الثانوية الإعدادية للغة الإنجليزية الأمريكية. قبل القرن العشرين، كان نظام الجيمنازيوم سمة واسعة الانتشار للأنظمة التعليمية في العديد من البلدان الأوروبية.

## نبذة
تم استخدام كلمة جيمنازيوم لأول مرة في اليونان القديمة، بمعنى مكان للتربية البدنية والفكرية للشباب. استمر المعنى الأخير لمكان التعليم الفكري في العديد من اللغات الأوروبية (بما في ذلك الألبانية والبلغارية والكرواتية واليونانية والألمانية والمجرية واللغات الشمالية والهولندية والبولندية والتشيكية والصربية والمقدونية والسلوفاكية والسلوفينية والروسية)؛ بينما في اللغتين الإنجليزية والإسبانية، تم الإبقاء على المعنى السابق لمكان للتربية البدنية، في اللغة العامية المختصرة «صالة الألعاب الرياضية».

## نظام المدرسة
نظرًا لأن اختصاص المدرسة هو ان تعد الطلاب للدراسة الجامعية، فهي بذلك مخصصة للطلاب ذوي العقلية الأكاديمية الأكثر تفكيرًا والذين تتراوح أعمارهم بين 10-13. بالإضافة إلى المنهج المعتاد، غالبًا ما يدرس طلاب المدرسة الجيمنازيميةاللاتينية واليونانية القديمة.
توفر بعض منها تعليمًا عامًا، بينما يركز البعض الآخر على مادة معينه. (هذا يختلف أيضًا من بلد إلى آخر.) الفروع الأربعة هي:
- العلوم الإنسانية (تخصص اللغات الكلاسيكية، مثل اللاتينية واليونانية)
- اللغات الحديثة (مطلوب من الطلاب دراسة ثلاث لغات على الأقل)
- الرياضيات والفيزياء
- الاقتصاد والعلوم الاجتماعية الأخرى (يُطلب من الطلاب دراسة الاقتصاد وتاريخ العالم والدراسات الاجتماعية والمعلوماتية التجارية)

تختلف المناهج الدراسية من مدرسة إلى أخرى ولكنها تشمل عمومًا الأدب الرياضيات المعلوماتية الفيزياء الكيمياء علم الأحياء الجغرافيا الفن (بالإضافة إلى الحرف والتصميم) الموسيقى التاريخ الفلسفة التربية المدنية /  العلوم الاجتماعية، والعديد من اللغات الأجنبية.
تركز المدارس ليس فقط على المواد الأكاديمية، ولكن أيضًا على إنتاج أفراد مثقفين، لذا فإن التربية البدنية والدين أو الأخلاق إلزامية، حتى في المدارس غير الطائفية السائدة. على سبيل المثال، يعتمد الدستور الألماني الفصل بين الكنيسة والدولة، لذلك على الرغم من أن دروس الدين أو الأخلاق إلزامية، قد يختار الطالب دراسة دين معين أو غير ذالك.
يوجد اليوم عدد من مجالات التخصص الأخرى، مثل المدارس الجيمنازيه المتخصصة في الاقتصاد أو التكنولوجيا أو العلوم المحلية. في بعض البلدان، هناك فكرة بروجيمنازيوم، وهو يشابه الدراسة في الجيمنازيوم، مع امكانية مواصلة التعليم في المدرسة. هنا، البادئة pro - تعادل ما قبل - ، مما يشير إلى أن هذا المنهج يسبق دراسات المدرسة العادية.

## تاريخ
في أوروبا الوسطى، الشمال، البنلوكس والبلطيق البلدان، هذا المعنى ل "جيمنازيوم" (وهي مدرسة ثانويه متخصصه لتجهيز الطلاب لل تعليم العالي للمرحلة الجامعيه) لم يتغير معنى الاسم منذ الإصلاح البروتستانتي في القرن 16. المصطلح مشتق من الكلمة اليونانية الكلاسيكية γυμνάσιον "(gymnasion)، والذي تم تطبيقه في الأصل على ميدان تمرين في أثينا القديمة. تجمع المعلمون في الميدان وقدموا التعليمات بين الساعات المخصصة للتمارين البدنية والرياضة، وبالتالي أصبح المصطلح مرتبطًا وأصبح يعني مؤسسة تعليمية.
لم يسود استخدام هذا المصطلح بين الرومان، ولكن تم إحياؤه خلال عصر النهضة في إيطاليا، ومن هناك انتقل إلى هولندا وألمانيا خلال القرن الخامس عشر. في عام 1538، أسس يوهانس ستورم في ستراسبورغ المدرسة التي أصبحت نموذجًا للصالة الرياضية الألمانية الحديثة. في عام 1812، أمرت لائحة بروسية جميع المدارس بالحق في إرسال طلابها إلى الجامعة ليحملوا اسم مدرسة الجيمنازيوم. بحلول القرن العشرين، تم اتباع هذه الممارسة في جميع الإمبراطوريات النمساوية المجرية والألمانية والروسية تقريبًا. في العصر الحديث، كانت العديد من البلدان التي بها مدارس الجيمنازيوم جزءًا من هذه الإمبراطوريات الثلاث.

## حسب البلد

### ألبانيا
في ألبانيا، مدرسة الجيمنازيوم ((بالألبانية: Gjimnaz) يستغرق التعليم ثلاث سنوات بعد التعليم الابتدائي الإلزامي لمدة تسع سنوات وينتهي باختبار القدرات النهائي المسمى (بالألبانية: امتحان الماتورا Shtetërore) . الاختبار النهائي موحد على مستوى الولاية ويعمل كمؤهل دخول للجامعات.
يمكن أن تكون هذه إما عامة (تديرها الدولة، خالية من الرسوم الدراسية) أو خاصة (مدفوعة الرسوم). المواد التي يتم تدريسها هي الرياضيات، اللغة الألبانية، لغة واحدة إلى ثلاث لغات أجنبية، التاريخ، الجغرافيا، علوم الكمبيوتر، العلوم الطبيعية (علم الأحياء، الكيمياء، الفيزياء)، تاريخ الفن، الموسيقى، الفلسفة، المنطق، التربية البدنية، العلوم الاجتماعية (علم الاجتماع والأخلاق وعلم النفس والسياسة والاقتصاد).
يُنظر إلى الجيمنازيوم عمومًا على أنها وجهة لأفضل الطلاب أداءً ونوع المدرسة التي تعمل في المقام الأول على إعداد الطلاب للجامعة، بينما يذهب الطلاب الآخرون إلى المدارس الفنية / المهنية. لذلك، غالبًا ما تبني المدرسة معايير القبول الخاصة بها على امتحان القبول، أو درجات المدرسة الابتدائية، أو مزيج من الاثنين.

### النمسا
في النمسا، تتكون الجيمنازيوم من مرحلتين، من سن 11 إلى 14 عامًا، ومن 15 إلى 18 عامًا، وتنتهي بماتورا. تاريخيا، وجدت ثلاثة أنواع. جيمنازيوم هيومانيستيكس يركز على اليونانية القديمة واللاتينية. جيمنازيوم نيوزبراشيليس يضع تركيزه على اللغات المنطوقة بنشاط. اللغات المعتادة هي الإنجليزية والفرنسية واللاتينية؛ في بعض الأحيان يمكن تبديل الفرنسية بلغة أجنبية أخرى (مثل الإيطالية أو الإسبانية أو الروسية). يركز ريال جيمنازيوم على العلوم. في العقود القليلة الماضية، تم منح المزيد من الاستقلالية للمدارس، وتم تطوير أنواع مختلفة، مع التركيز على الرياضة أو الموسيقى أو الاقتصاد، على سبيل المثال.

### بيلاروسيا
في بيلاروسيا، يعد الجيمنازيوم أعلى أنواع التعليم الثانوي، والتي توفر معرفة متقدمة في مواضيع مختلفة. عدد سنوات الدراسة في الجيمنازيوم هو 12، وهو يختلف عن التعليم الثانوي المعتاد (11 سنة). ومع ذلك، من الممكن تغطية جميع الاعتمادات المطلوبة خلال 11 عامًا، من خلال أخذ مواد إضافية في كل فصل دراسي. في بيلاروسيا، يُنظر إلى الجيمنايزوم عمومًا على أنها وجهة لأفضل الطلاب أداءً وباعتبارها نوع المدرسة التي تعمل في المقام الأول على إعداد الطلاب للجامعة.

### جمهورية التشيك وسلوفاكيا
في جمهورية التشيك وسلوفاكيا، جيمنازيوم هو نوع من المدارس التي توفر التعليم الثانوي. جيمنازيوم يؤدي إلى امتحان الماتورا امتحان. هناك أنواع مختلفة من جيمنازيوم تتميز بطول الدراسة. يوجد في جمهورية التشيك أنواع مدتها ثماني سنوات وست سنوات وأربع سنوات، وفي سلوفاكيا توجد أنواع مدتها ثماني سنوات وأربع سنوات، وأكثرها شيوعًا. في كلا البلدين، توجد أيضًا ثنائية اللغة (التشيكية أو السلوفاكية مع الإنجليزية أو الفرنسية أو الإسبانية أو الإيطالية أو الألمانية أو الروسية؛ وفي سلوفاكيا، gymnáziums خمس سنوات) gymnáziums .

### ألمانيا

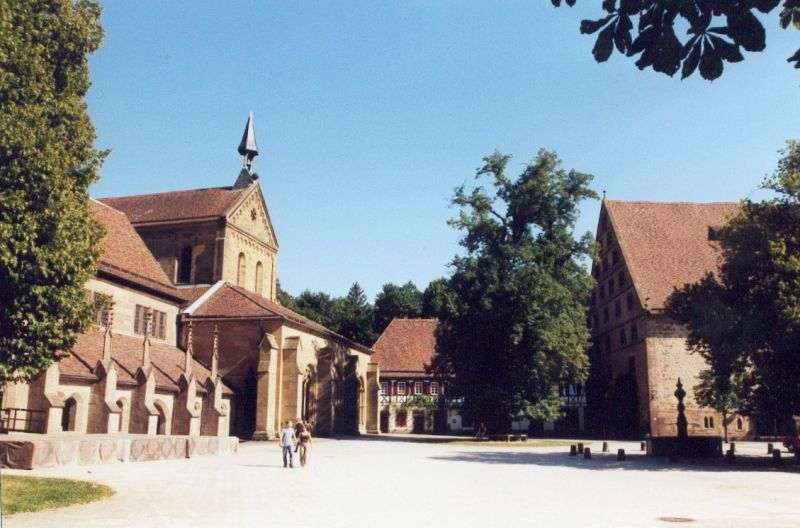
المدارس الإنجيلية لمولبرون وبلاوبيورين - صورة تظهر الكنيسة والفناء

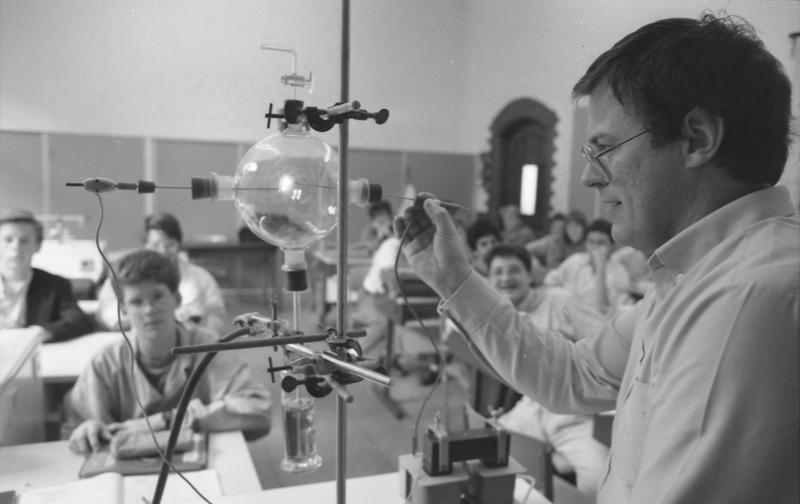
درس كيمياء بون 1988

الجيمنازيوم الألمانية مدارس انتقائية. إنهم يقدمون للشباب الواعدين من الناحية الأكاديمية تعليمًا جيدًا  مجاني في جميع المدارس الحكومية (وعمومًا لا تزيد عن 50 يورو شهريًا في المدارس التي تديرها الكنيسة، على الرغم من وجود بعض المدارس الخاصة باهظة الثمن). قد تطرد الجيمنازيوم الطلاب الذين يقل أداء زملائهم أكاديميًا أو يتصرفون بطريقة غالبًا ما يُنظر إليها على أنها غير مرغوب فيها وغير مقبولة.
تاريخيا، في الجيمنازيوم الالمانيه أدرجت أيضًا في مناهجها الشاملة التعليم ما بعد الثانوي على مستوى الكلية والشهادة الممنوحة حلت محل درجة البكالوريوس  سبق منحها من قبل كلية أو جامعة بحيث أصبحت الجامعات في ألمانيا حصريًا مدارس عليا. في الولايات المتحدة، تم استخدام منهج الجيمنازيوم الألماني في عدد من الجامعات المرموقة، مثل جامعة ميشيغان، كنموذج لبرامج الكلية الجامعية.
يدرس التلاميذ مواد مثل اللغة الألمانية والرياضيات والفيزياء والكيمياء والجغرافيا وعلم الأحياء والفنون والموسيقى والتربية البدنية والدين والتاريخ والتربية المدنية / المواطنة / العلوم الاجتماعية [note 1] وعلوم الكمبيوتر. كما يُطلب منهم دراسة لغتين أجنبيتين على الأقل. التركيبات المعتادة هي الإنجليزية والفرنسية أو الإنجليزية واللاتينية، على الرغم من أن العديد من المدارس تجعل من الممكن الجمع بين اللغة الإنجليزية ولغة أخرى، غالبًا الإسبانية أو اليونانية القديمة أو الروسية. فصول التربية الدينية هي جزء من مناهج جميع المدارس الألمانية، ولكنها ليست إلزامية؛ يمكن للطالب أو والديهم أو أولياء أمورهم الاعتراض بضمير على أخذهم، وفي هذه الحالة يتم تدريس الأخلاق أو الفلسفة للطالب (إلى جانب أولئك الذين لا يتم تدريس دينهم في المدرسة). في المدارس الحكومية، يُسمح للطالب الذي لم يتم تعميده في أي من الديانتين الكاثوليكية أو البروتستانتية باختيار أي من هذه الصفوف يأخذها. الاستثناء الوحيد لهذا هو في ولاية برلين، حيث تكون أخلاقيات الموضوع إلزامية لجميع الطلاب ولا يمكن اختيار الدراسات الدينية (المسيحية) إلا بشكل إضافي. تم العثور على موقف مماثل في براندنبورغ حيث المهارات الحياتية والأخلاق والتعليم الديني (Lebensgestaltung ، Ethik ، Religionskunde ، LER) هي المادة الأساسية ولكن الآباء / الأوصياء أو الطلاب الذين تزيد أعمارهم عن 13 عامًا يمكنهم اختيار استبدالها بـ (مسيحي) ديني دراسات أو كلاهما. الهدف من LER هو أن الطلاب يجب أن يحصلوا على نظرة موضوعية حول مسائل التنمية الشخصية والأخلاق وكذلك حول ديانات العالم الرئيسية.
بالنسبة للطلاب الأصغر سنًا، يكون المنهج الدراسي بالكامل تقريبًا في صالة للألعاب الرياضية إلزاميًا؛ في السنوات العليا، تتوفر مواد إضافية ويمكن إسقاط بعض المواد الإلزامية حتى الآن، لكن الاختيار ليس واسعًا كما هو الحال في أنظمة المدارس الأخرى، مثل المدارس الثانوية الأمريكية.
على الرغم من أن بعض الجيمنازيوم المتخصصة تستخدم اللغة الإنجليزية أو الفرنسية كلغة للتعليم، إلا أن معظم دروس الجيمنازيوم (باستثناء دورات اللغة الأجنبية) تُجرى باللغة الألمانية القياسية.[بحاجة لمصدر]
يختلف عدد سنوات الدراسة في الجيمنازيوم بين الولايات. وهي تتراوح بين ست سنوات وسبع سنوات في برلين وبراندنبورغ (المدرسة الابتدائية ست سنوات في كلٍّ منهما مقابل أربع سنوات في بقية ألمانيا) وثماني سنوات في بافاريا وهيس وبادن فورتمبيرغ وغيرها. بينما لم يتم تعليم الطلاب في ساكسونيا وتورينغن لأكثر من ثماني سنوات في الجيمنازيوم (افتراضيًا)، فإن جميع الولايات تقريبًا تدير الآن أبيتور الامتحانات، التي تكمل تعليم الجيمنازيوم، بعد 13 عامًا من المدرسة الابتدائية والجيمنازيوم مجتمعين. بالإضافة إلى ذلك، تقدم بعض الولايات منهجًا مدته 12 عامًا يؤدي إلى Abitur . تتم الآن صياغة هذه الاختبارات النهائية والتحكم فيها مركزيًا (Zentralabitur) في جميع الولايات الألمانية باستثناء ولاية راينلاند بالاتينات وتقديم مؤهل للالتحاق بأي جامعة ألمانية.

### إيطاليا
في إيطاليا أصلاً Ginnasio أشار إلى تصنيف المدرسة الإعدادية ذات الخمس سنوات (من 11 إلى 16 عامًا) والاستعداد لثلاث سنوات من المدرسة الثانوية الكلاسيكية (من 16 إلى 19 عامًا)، وهي مدرسة ثانوية تركز على الدراسات الكلاسيكية والعلوم الإنسانية. بعد الإصلاح المدرسي الذي وحد نظام المدارس الإعدادية، مصطلح Ginnasio بقيت للإشارة إلى العامين الأولين من Liceo Classico ، الآن خمس سنوات. طالب في المدرسة الثانوية الإيطالية يسجل في Liceo Classico يتبع مسار الدراسة هذا: Quarta Ginnasio (جيمنازيوم، السنة الرابعة، 14 سنة)، Quinta Ginnasio (جيمنازيوم السنة الخامسة، 15 سنة)، Prima Liceo (السنة الأولى مدرسة ثانوية، 16 سنة)، Seconda Liceo (السنة الثانية من المدرسة الثانوية، 17 سنة) Terza Liceo (السنة الثالثة الثانوية، 18 سنة). بعض
أعتقد أن هذا لا يزال له معنى، منذ عامين Ginnasio لديه منهج موجه بشكل مختلف عن Liceo . Ginnasio يقضي الطلاب غالبية تعليمهم في دراسة قواعد اللغة اليونانية واللاتينية، مما يضع الأسس لمجموعة دراسات Liceo ، مثل الأدب اليوناني واللاتيني والفلسفة.
في يوليو 1940، حصل وزير التعليم الوطني الفاشي جوزيبي بوتاي على مشروع قانون تمت الموافقة عليه يلغي السنوات الثلاث الأولى من الجيمنازيوم ويؤسس مسارًا فريدًا للدراسات للأطفال الذين تتراوح أعمارهم بين 12 و 14 عامًا. احتفظ العامان الأخيران من الجمنازيوم بالطائفة السابقة والمناهج الدراسية ذات الصلة على مدى العقود التالية.

### هولندا
في هولندا، تعد صالة الألعاب الرياضية أعلى أنواع التعليم الثانوي، حيث تقدم للشباب الواعدين أكاديميًا (أعلى 5٪) تعليمًا جيدًا يكون مجانيًا في معظم الحالات (وفي حالات أخرى بتكلفة منخفضة).  وتتكون من ست سنوات، بعد 8 سنوات (بما في ذلك روضة الأطفال) من المدرسة الابتدائية، حيث يدرس التلاميذ نفس المواد مثل نظرائهم الألمان، مع إضافة إلزامية اليونانية القديمة واللاتينية Klassieke Culturele Vorming (التعليم الثقافي الكلاسيكي)، تاريخ الثقافة والأدب اليوناني والروماني القديم. تتمتع المدارس ببعض الحرية في اختيار مناهجها المحددة، على سبيل المثال اللغة الإسبانية والفلسفة Technasium ، وهي دورة تقنية للغاية ومتطلبة للغاية، وتكون متاحة كاختبارات نهائية. عادةً ما يكون في المدارس جميع الفصول إلزامية في تبديل المجموعات للسنوات الثلاث الأولى أو نحو ذلك (باستثناء Technasium وهو اختيار مجاني من السنة الثانية فصاعدًا)، وبعد ذلك سيختار الطلاب موادهم في اتجاهات الاقتصاد والمجتمع، والثقافة والمجتمع، والطبيعة والصحة، والطبيعة والتكنولوجيا أو التكنولوجيا. المكافئ بدون اللغات الكلاسيكية يسمى التعليم العلمي التحضيري ، ويتيح الوصول إلى نفس الدراسات الجامعية (على الرغم من الحاجة إلى بعض الفصول الإضافية عند بدء شهادة في اللغات الكلاسيكية أو اللاهوت). كلها ممولة من الحكومة. انظر التعليم العلمي التحضيري (باللغة الإنجليزية) للمقالة الكاملة عن «التعليم العلمي التحضيري» الهولندي.

### دول الشمال ودول البلطيق

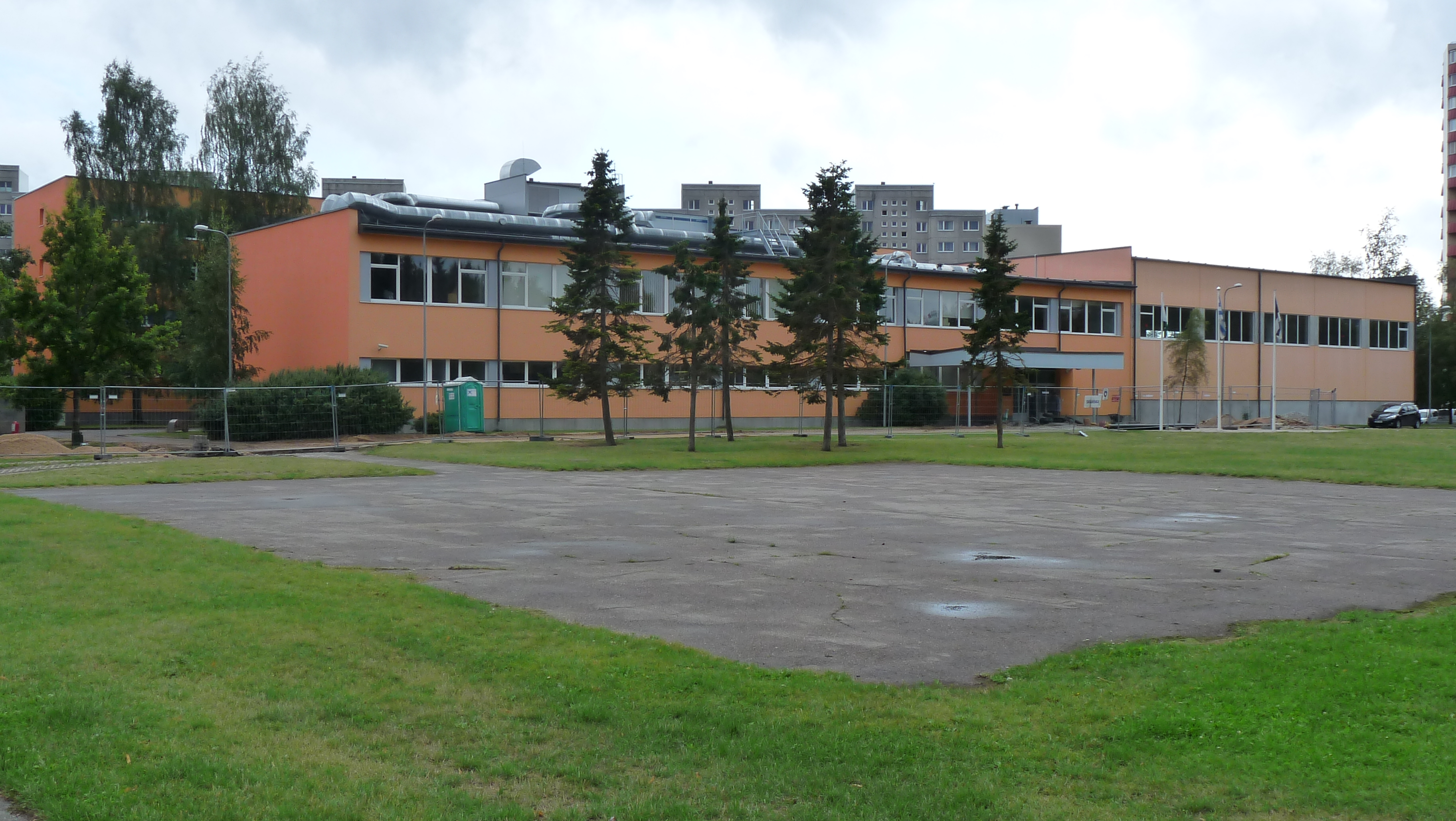
Tallinn Õismäe Gymnasium في تالين ، إستونيا.

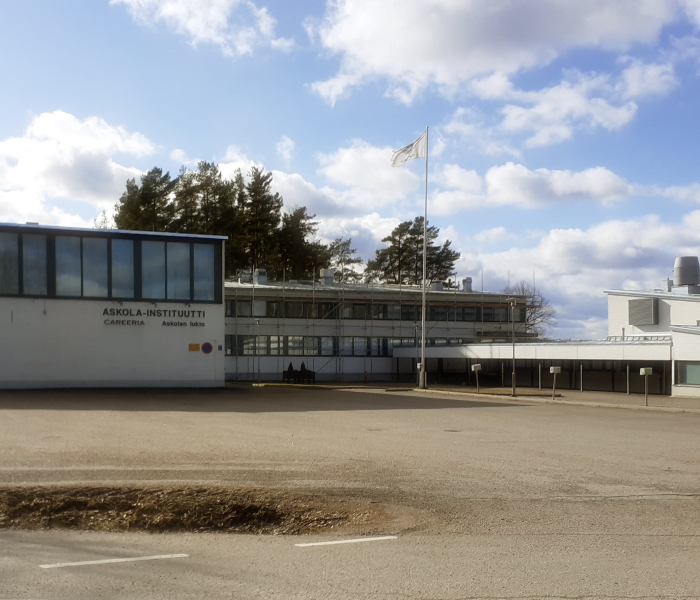
معهد أسكولا (أسكولا-Instituutti) في Monninkylä ، أسكولا ، فنلندا.

في الدنمارك وإستونيا وجزر فارو وفنلندا وغرينلاند وأيسلندا ولاتفيا والنرويج والسويد، يتكون الجيمنازيوم من ثلاث سنوات، تبدأ عادةً في العام الذي يبلغ فيه الطلاب 16 عامًا بعد تسع أو عشر سنوات من المدرسة الابتدائية. الجيمنازيوم في ليتوانيا عادة من أربع سنوات من الدراسة تبدأ في سن 15-16، العام الأخير يتوافق تقريبًا مع السنة الأولى من الكلية.
في بلدان الشمال الأوروبي، من المفترض أن يكون التعليم مجانيًا. هذا لا يشمل فقط المدرسة الابتدائية ولكن أيضًا معظم صالات الألعاب الرياضية والجامعات. علاوة على ذلك، للمساعدة في تقليل تراث الظلم الاجتماعي التاريخي ، تقدم جميع البلدان باستثناء أيسلندا منحًا عالمية للطلاب. ومع ذلك ، فإن الدخول تنافسي وقائم على الجدارة.
في الدنمارك (انظر أيضًا Gymnasium (الدنمارك))، هناك أربعة أنواع من الجيمنازيوم: STX (برنامج الفحص المنتظم)، HHX (برنامج امتحان الأعمال العالي)، HTX (برنامج الفحص الفني العالي) و HF (برنامج الامتحان التحضيري العالي). HF هي سنتان فقط ، بدلاً من الثلاثة المطلوبة لـ STX و HHX و HTX. تمنح جميع أنواع الجيمنازيوم الأربعة نظريًا نفس الأهلية للجامعة. ومع ذلك ، بسبب المواد المختلفة المقدمة ، قد يكون الطلاب مؤهلين بشكل أفضل في مجال الدراسة الإضافية. على سبيل المثال طلاب HHX لديهم مواد تجعلهم أكثر تأهيلًا لدراسات مثل دراسات الأعمال أو الاقتصاد في الجامعة. هناك أيضًا EUX ، الذي يستغرق أربع سنوات وينتهي بكل من اختبار STX والمكانة كرجل ماهر في مركبة. مقارنة بالمستويات A المكافئة إلى حد ما في المملكة المتحدة ، فإن الجيمنازيوم الدنماركية لديها المزيد من المواد الإلزامية. يتم تقسيم الموضوعات إلى مستويات ، حيث تعمل المستويات A خلال السنوات الثلاث جميعها ، والمستويات B لمدة عامين والمستويات C لمدة عام واحد (بصرف النظر عن PE الموجود كسنوات شجرة دائمة على مستوى C).
يوجد في السويد نوعان مختلفان من فروع الدراسة: يركز الفرع الأول على تقديم التعليم المهني بينما يركز الفرع الثاني على الاستعداد للتعليم العالي. بينما يمكن للطلاب من كلا الفرعين متابعة الدراسة في إحدى الجامعات ، يتخرج طلاب الفرع المهني بدرجة في برنامجهم الذي يحضرونه. يوجد 18 برنامجًا وطنيًا ، 12 برنامجًا مهنيًا و 6 برامج إعدادية. 
يوجد في جزر فارو أيضًا أربعة أنواع من الجيمنازيوم ، وهي مكافئة للبرامج الدنماركية: Studentaskúli (ما يعادل STX)، Handilsskúli (HHX)، Tekniski skúli (HTX) و HF (HF). Studentaskúli و HF يقعان عادة في نفس المؤسسات التي يمكن رؤيتها في اسم المعهد في Eysturoy : Studentaskúlin og HF-skeiðið í Eysturoy.
يوجد في جرينلاند نوع واحد من الجيمنازيوم ، وهو Den Gymnasiale Uddannelse ، والذي حل محل برنامج التعليم الثانوي السابق في جرينلاند (GU)، وبرنامج الامتحان التجاري العالي في جرينلاند (HHX) وتعليم جرينلاند إلى برنامج الفحص الفني العالي (HTX).)، والتي كانت قائمة على النظام الدنماركي. يسمح هذا البرنامج بصالة ألعاب رياضية أكثر مرونة في جرينلاند ، حيث يمكن للطلاب بناءً على دورة أساسية مشتركة الاختيار بين مجالات الدراسة المختلفة التي تلبي قدرات الطالب الفردية واهتماماته. وتقدم الدورة في من Aasiaat ، نوك، Sisimiut في ومن Qaqortoq ، مع واحد في ايلوليسات التي سيتم افتتاحها في عام 2015، وآخر في عام 2016 إذا وافق عليها برلمان جرينلاند .
في فنلندا ، تعتبر القبول في صالات الألعاب الرياضية تنافسية ، ويشكل الأشخاص المقبولون 51٪ من الفئة العمرية. ينتهي الجيمنازيوم بامتحان شهادة الثانوية العامة ، وهو امتحان تُعد درجاته المعيار الأساسي للقبول بالجامعة.

### سويسرا
في سويسرا ، الجمنازيوم (Gymnasien ، gymnases) هي مدارس انتقائية تقدم دورة من ثلاث إلى ست سنوات (حسب الكانتون) من التعليم الثانوي المتقدم تهدف إلى إعداد الطلاب للالتحاق بالجامعة. يختتمون بامتحان وطني موحد ، maturité أو Maturität ، وغالبًا ما يتم اختصارها إلى «Matura أو Matur»، والتي إذا تم تمريرها تسمح للطلاب بالالتحاق بجامعة سويسرية. يتم إدارة الجيمنازيوم من قبل كانتونات سويسرا، وبناءً عليه في العديد من الكانتونات يطلق عليها Kantonsschule (مدرسة كانتون).

### دول يوغوسلافيا السابقة

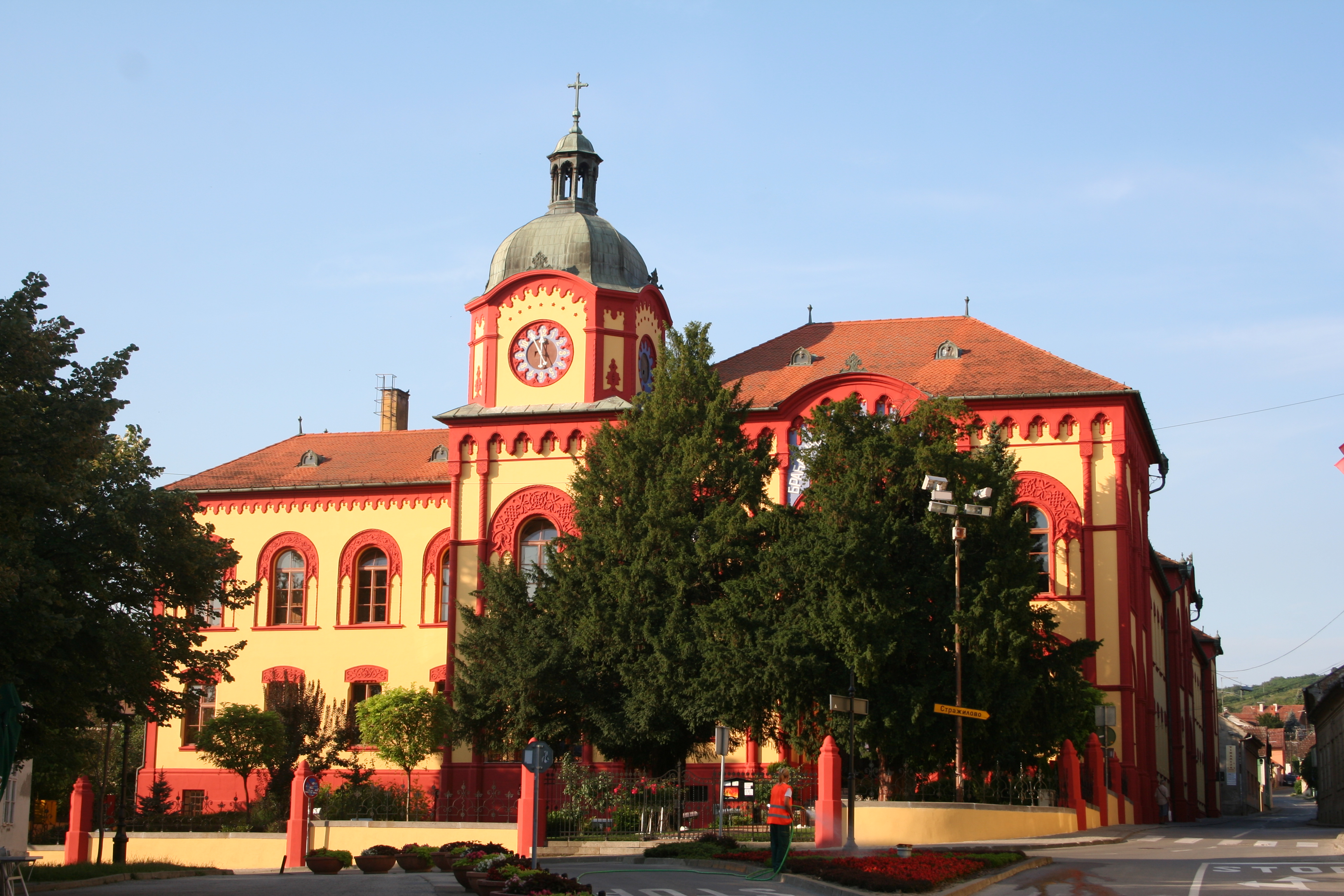
صالة كارلوفشي للجيمنازيوم في سريمسكي كارلوفشي ، صربيا

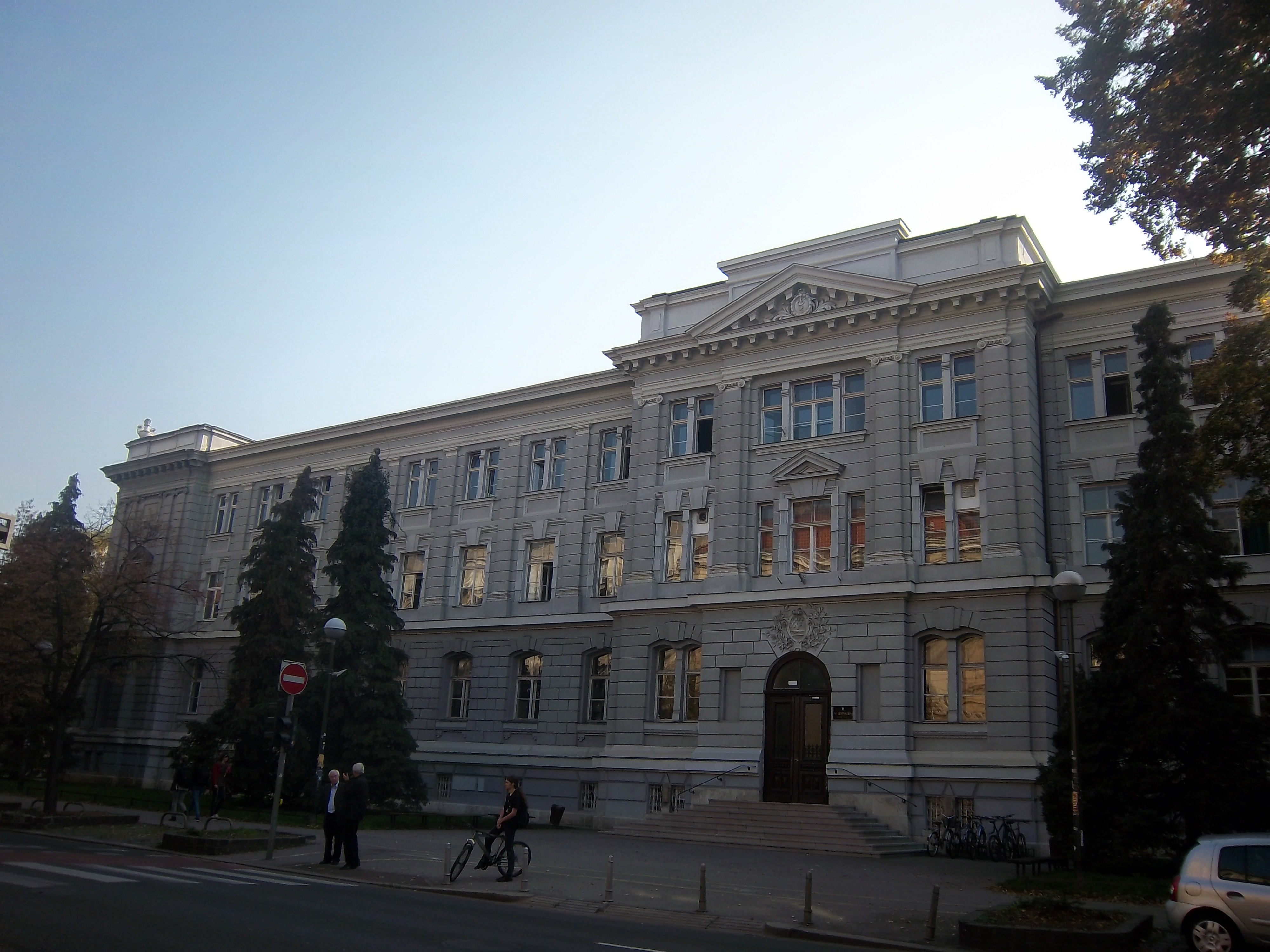
V Gymnasium في زغرب ، كرواتيا

في البوسنة والهرسك، وكرواتيا، والجبل الأسود، ومقدونيا الشمالية، وصربيا، وسلوفينيا، يستغرق التعليم فية الجيمنازيوم أربع سنوات بعد التعليم الابتدائي الإلزامي لمدة ثماني أو تسع سنوات وينتهي باختبار كفاءة نهائي يسمى ماتورا . في هذه البلدان ، يتم توحيد الاختبار النهائي على مستوى الولاية ويمكن أن يكون بمثابة مؤهل دخول للجامعات.
توجد إما مدارس عامة (تديرها الدولة وخالية من الرسوم الدراسية) أو دينية (تديرها الكنيسة بمناهج علمانية وخالية من الرسوم الدراسية) أو مدارس جيمنازية خاصة (مدفوعة الرسوم) في هذه البلدان.
المواد التي يتم تدريسها هي الرياضيات ، واللغة الأم ، ولغة واحدة إلى ثلاث لغات أجنبية ، والتاريخ ، والجغرافيا ، والمعلوماتية (أجهزة الكمبيوتر)، والعلوم الطبيعية (علم الأحياء ، والكيمياء ، والفيزياء)، وتاريخ الفن ، والموسيقى ، والفلسفة ، والمنطق ، والتربية البدنية ، والعلوم الاجتماعية (علم الاجتماع والأخلاق أو التربية الدينية وعلم النفس والسياسة والاقتصاد). الدراسات الدينية اختيارية. في البوسنة والهرسك وكرواتيا والجبل الأسود وسلوفينيا وصربيا ومقدونيا الشمالية ، تعد اللغة اللاتينية أيضًا موضوعًا إلزاميًا في جميع المدارس الجيمنازيميه ، تمامًا مثل اليونانية القديمة، مع اللاتينية ، في نوع معين من الجيمنازيوم يسمى كلاسيكيات klasična gimnazija).
في جميع البلدان ، يعتبر الجيمنازيوم بشكل عام كوجهة للطلاب الأفضل أداءً وكنوع المدرسة التي تعمل في المقام الأول على إعداد الطلاب للدراسات الجامعية ، بينما يذهب الطلاب الآخرون إلى المدارس الفنية / المهنية. لذلك ، غالبًا ما تبني المدارس معايير القبول الخاصة بها على امتحان القبول أو درجات المدرسة الابتدائية أو مزيج من الاثنين.

## الدرجة النهائية
اعتمادًا على البلد ، تُسمى الدرجة النهائية (إن وجدت) ابيتور أو ارتيوم أو الدبلوم أو ماتورا أو ماتوريتا أو ستيودينت وعادةً ما تفتح الطريق إلى المدارس المهنية مباشرة. ومع ذلك ، لا يتم اعتماد هذه الدرجات العلمية في بعض الأحيان بشكل كامل دوليًا ، لذلك غالبًا ما يتعين على الطلاب الراغبين في الالتحاق بجامعة أجنبية الخضوع لمزيد من الاختبارات للسماح لهم بالوصول إليها.

## العلاقة مع المرافق التعليمية الأخرى
في بلدان مثل النمسا ، تقبل معظم كليات الجامعة الطلاب من المدارس الثانوية التي تدوم أربع سنوات فقط (بدلاً من ثلاث سنوات). وهذا يشمل جميع طلاب جيمنازيوم ولكن جزءًا فقط من المدارس الثانوية المهنية ، مما يجعل في الواقع جيمنازيوم الخيار المفضل لجميع الطلاب الذين يهدفون إلى الحصول على دبلومات جامعية.
في ألمانيا، أنواع أخرى من المدارس الثانوية وتسمى Realschule, هاوبتشوله و مدرسة شاملة. ويحضر هؤلاء حوالي ثلثي الطلاب واول اختبارين غير معروفين عمليا في أجزاء أخرى من العالم . A Gesamtschule يتوافق إلى حد كبير مع المدرسة الشاملة البريطانيه أو الأمريكيه. ومع ذلك ، فإنه يقدم نفس شهادات ترك المدرسة مثل الأنواع الثلاثة الأخرى - Hauptschulabschluss (شهادة ترك المدرسة من Hauptschule بعد الصف 9th أو في برلين وشمال الراين-وستفاليا بعد الصف 10)، Realschulabschluss (وتسمى أيضا Mittlere Reife, شهادة ترك المدرسة من Realschule بعد الصف 10)، ابيتور (وتسمى أيضا Hochschulreife, شهادة ترك المدرسة بعد الصف 12). الطلاب الذين يتخرجون من Hauptschule أو Realschule من مواصلة دراستهم في المدرسة المهنية حتى يكون لديهم مؤهلات وظيفية كاملة. ومن الممكن أيضا للحصول على erweiterter Realschulabschluss بعد الصف العاشر الذي يسمح للطلاب بمواصلة تعليمهم في Oberstufe صالة للألعاب الرياضية والحصول على Abitur. هناك نوعان من المدارس المهنية في ألمانيا: التعليم في ألمانيا، مدرسة مهنية بدوام جزئي وجزء من ألمانيا نظام التعليم المزدوج، و التعليم في ألمانيا, a full-time vocational school outside the dual education system. الطلاب الذين يتخرجون من مدرسة مهنية والطلاب الذين يتخرجون مع جيدة الصف نقطة متوسط من Realschule يمكن مواصلة دراستهم في نوع آخر من الألماني المدرسة الثانوية ، Fachhochschulreife، مدرسة ثانوية مهنية. الثانوية امتحان من هذا النوع من المدارس ، Fachhochschulreife تمكن الخريجين لبدء الدراسة في جامعات العلوم التطبيقية (البوليتكنيك) وفي هيس أيضا في جامعة داخل الدولة. يمكن للطلاب الذين تخرجوا من المدرسة المهنية وكانوا يعملون في وظيفة لمدة ثلاث سنوات على الأقل الذهاب إلى Berufsoberschule للحصول على إما Fachabitur (بمعنى أنهم قد يذهبون إلى الجامعة ، ولكن يمكنهم فقط دراسة الموضوعات التي تنتمي إلى «الفرع» (اقتصادي ، تقني ، اجتماعي) درسوا في Berufschule) بعد سنة واحدة ، أو العادي Abitur (بعد عامين)، مما يتيح لهم الوصول الكامل إلى الجامعات.